# Diócesis de Cloyne
La diócesis de Cloyne (en latín: Dioecesis Cloynensis, en inglés: Roman Catholic Diocese of Cloyne y en irlandés: Deoise Chluana) es una circunscripción eclesiástica de la Iglesia católica en la República de Irlanda. Se trata de una diócesis latina, sufragánea de la arquidiócesis de Cashel y Emly. Desde el 24 de noviembre de 2012 su obispo es William Crean.

## Territorio y organización

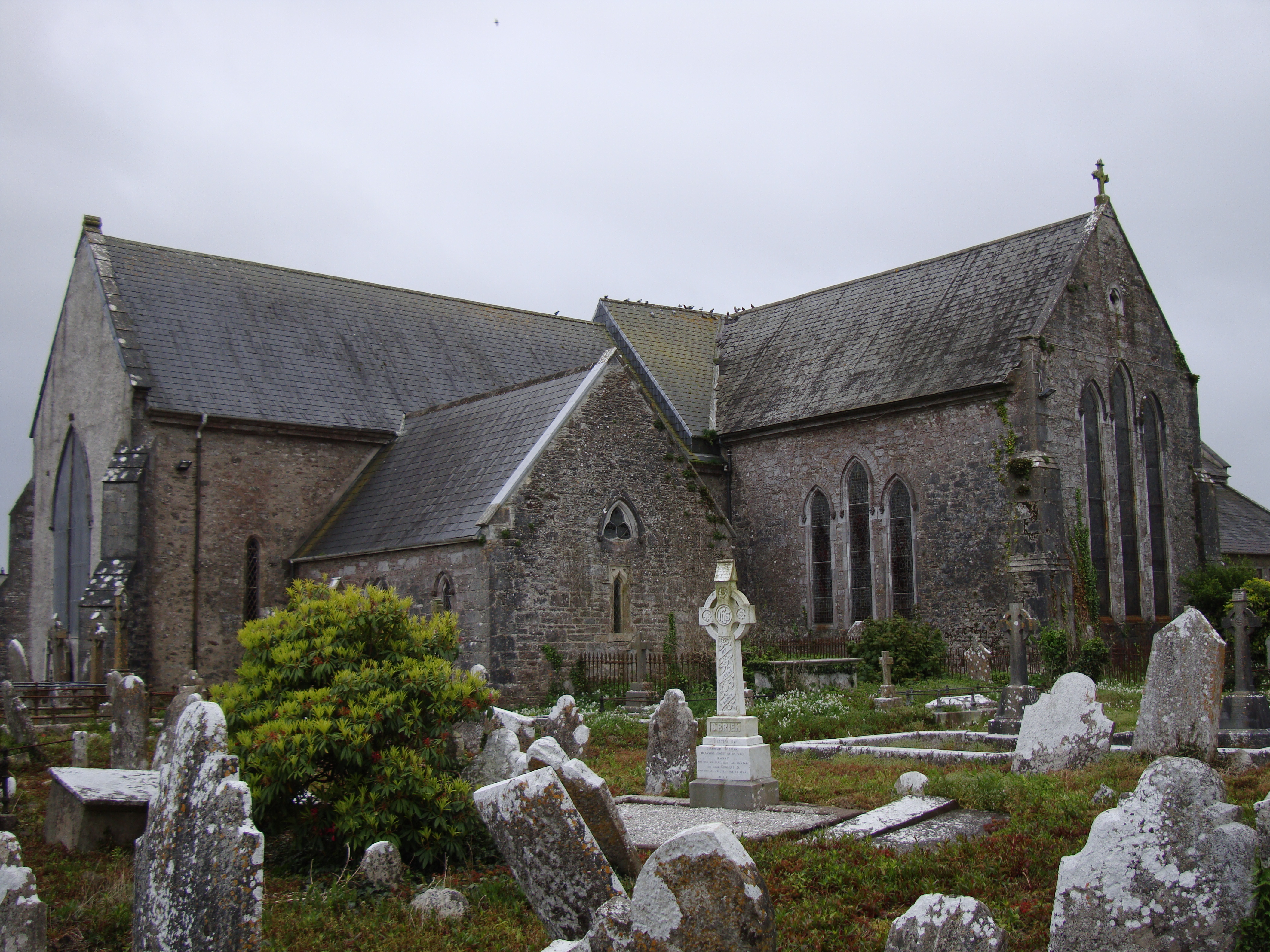
Catedral de San Colmán, en Cloyne, hoy perteneciente a la Iglesia de Irlanda

La diócesis tiene 3440 km² y extiende su jurisdicción sobre los fieles católicos de rito latino residentes en la parte nororiental del condado de Cork.
La sede de la diócesis se encuentra en la ciudad de Cobh, en donde se halla la Catedral de San Colmán. En Cloyne se encuentra la Catedral de San Colmán, que en 1678 pasó al anglicanismo y hoy es una de las catedrales de la diócesis de Cork, Cloyne y Ross de la Iglesia de Irlanda.
En 2023 en la diócesis existían 46 parroquias.

## Historia
La abadía nullius de Cloyne se erigió en el siglo VI y el primer ordinario del lugar fue Colmán, un santo muy venerado en los territorios cercanos a Cork, a quien está dedicada la actual catedral de Cobh. Al igual que las otras diócesis irlandesas del primer milenio, la diócesis de Cloyne también era una diócesis de tipo monástico, donde el abad, no necesariamente un obispo, gobernaba el distrito monástico. La primera sede diocesana fue el antiguo monasterio de Cloyne, fundado por san Colmán. Fergal, abad-obispo de Cloyne, fue masacrado en 888 por los daneses. Hay siete devastaciones registradas de Cloyne entre 822 y 1137.
En el siglo XII se llevó a cabo una importante reforma de la Iglesia de la isla para alinear las circunscripciones eclesiásticas irlandesas con el sistema diocesano del continente. La diócesis de Cloyne no figura entre las diócesis aprobadas por el Sínodo de Ráth Breasail de 1111, aunque un obispo la gobernaba. Sí aparece entre las sufragáneas de la arquidiócesis de Cashel en el Sínodo de Kells de 1152. A partir de ese momento se puede decir que la diócesis quedó canónicamente establecida. Los territorios de la dinastía MacCarthy en el noroeste de Cork, junto con los reinos de Fermoy e Imokilly, pasaron a conformar la nueva diócesis de Cloyne. La vecina diócesis de Lismore sufrió una severa reducción en en el Sínodo de Kells, perdió toda jurisdicción en el actual condado de Cork (excepto la parroquia de Kilworth) a favor de Cloyne.
Entre 1265 y 1429 la mayoría de los obispos eran de origen inglés. La catedral fue construida en el siglo XIII probablemente durante el episcopado del obispo Nicholas de Effingham. Esta catedral durante la Reforma anglicana cayó en manos de los anglicanos, quienes aún la poseen. Durante este período la diócesis vivió un momento de gran prosperidad y riqueza, que pronto atrajo la codicia de los señores irlandeses e ingleses, que acabaron despojándola de sus bienes.

### Diócesis de Cork y Cloyne
El robo de bienes eclesiásticos por parte de los nobles empobreció las sedes de Cloyne y Cork, que se unieron en 1429 por decisión del papa Martín V bajo el obispo Purcell. El beato Thaddeus MacCarthy fue obispo de 1490 a 1492. Los obispos de la época penal fueron perseguidos despiadadamente, y algunos sufrieron crueles encarcelamientos o murieron en el exilio.
En el siglo XVI, con la introducción de la Reforma protestante, la diócesis vivió momentos difíciles. Los obispos de Cork y Cloyne ya no tenían catedral ni seminario, y se vieron obligados a enviar seminaristas al continente, a Roma, París o Lovaina, para estudiar para el sacerdocio.

### Diócesis de Cloyne y Ross
El 10 de diciembre de 1747 la sede de Cloyne se separó de Cork y se unió a la diócesis de Ross. Entre los obispos de este período surge la figura de John O'Brien, primer obispo de las sedes unidas, que fundó becas para seminaristas irlandeses en Lovaina y compuso una gramática en irlandés. A partir de 1769 los obispos comenzaron a establecer su sede en la ciudad portuaria de Cobh.

### Diócesis de Cloyne
El 27 de diciembre de 1850 Cloyne volvió a ser una sede independiente, separada de Ross mediante el breve Apostolici ministerii. El obispo William Keane sentó las bases para una nueva catedral en Cobh, cuya construcción comenzó en 1869 y se completó en 1915.
El 20 de abril de 1855 se constituyó el cabildo de canónigos de la catedral mediante el breve Cum in hac tua.
En 2011 la diócesis fue objeto de una investigación gubernamental sobre 19 casos de pedofilia detectados entre las décadas de 1990 y 2000. A la luz de estas investigaciones, las relaciones entre Irlanda y la Santa Sede se han deteriorado, sobre todo a raíz de las acusaciones del gobierno irlandés contra la Santa Sede de haber encubierto estos episodios y haber entorpecido las investigaciones.

## Estadísticas
Según el Anuario Pontificio 2024 la diócesis tenía a fines de 2023 un total de 163 462 fieles bautizados.
| Año                                                                             | Población            | Población | Población      | Sacerdotes | Sacerdotes    | Sacerdotes    | Bautizados por sacerdote | Diáconos permanentes | Religiosos | Religiosos | Parroquias |
| Año                                                                             | Bautizados católicos | Total     | % de católicos | Total      | Clero secular | Clero regular | Bautizados por sacerdote | Diáconos permanentes | Varones    | Mujeres    | Parroquias |
| ------------------------------------------------------------------------------- | -------------------- | --------- | -------------- | ---------- | ------------- | ------------- | ------------------------ | -------------------- | ---------- | ---------- | ---------- |
| 1950                                                                            | 106 011              | 108 527   | 97.7           | 168        | 153           | 15            | 631                      |                      | 100        | 538        | 47         |
| 1970                                                                            | 106 419              | 108 177   | 98.4           | 161        | 148           | 13            | 660                      |                      | 90         | 456        | 46         |
| 1980                                                                            | 114 000              | 115 500   | 98.7           | 170        | 161           | 9             | 670                      |                      | 76         | 413        | 46         |
| 1990                                                                            | 123 728              | 125 384   | 98.7           | 168        | 162           | 6             | 736                      |                      | 44         | 357        | 46         |
| 1999                                                                            | 123 426              | 125 384   | 98.4           | 165        | 159           | 6             | 748                      |                      | 30         | 272        | 46         |
| 2000                                                                            | 126 357              | 128 297   | 98.5           | 157        | 153           | 4             | 804                      |                      | 22         | 272        | 46         |
| 2001                                                                            | 128 954              | 130 834   | 98.6           | 161        | 156           | 5             | 800                      |                      | 22         | 254        | 46         |
| 2002                                                                            | 129 823              | 131 719   | 98.6           | 160        | 155           | 5             | 811                      |                      | 17         | 254        | 46         |
| 2003                                                                            | 133 940              | 136 052   | 98.4           | 162        | 160           | 2             | 826                      |                      | 14         | 241        | 46         |
| 2004                                                                            | 136 312              | 138 346   | 98.5           | 162        | 162           |               | 841                      |                      | 8          | 230        | 46         |
| 2006                                                                            | 147 522              | 149 864   | 98.4           | 140        | 139           | 1             | 1053                     |                      | 6          | 234        | 46         |
| 2013                                                                            | 151 144              | 169 318   | 89.3           | 119        | 118           | 1             | 1270                     |                      | 1          | 166        | 46         |
| 2016                                                                            | 156 811              | 161 060   | 97.4           | 117        | 116           | 1             | 1340                     |                      | 1          | 144        | 46         |
| 2019                                                                            | 154 379              | 158 089   | 97.7           | 103        | 103           |               | 1498                     | 9                    |            | 122        | 46         |
| 2021                                                                            | 157 752              | 161 577   | 97.6           | 103        | 101           | 2             | 1531                     | 8                    | 4          | 119        | 46         |
| 2023                                                                            | 163 462              | 167 245   | 97.7           | 98         | 96            | 2             | 1667                     | 10                   | 4          | 108        | 46         |
| Fuente: Catholic-Hierarchy, que a su vez toma los datos del Anuario Pontificio. |                      |           |                |            |               |               |                          |                      |            |            |            |

## Episcopologio

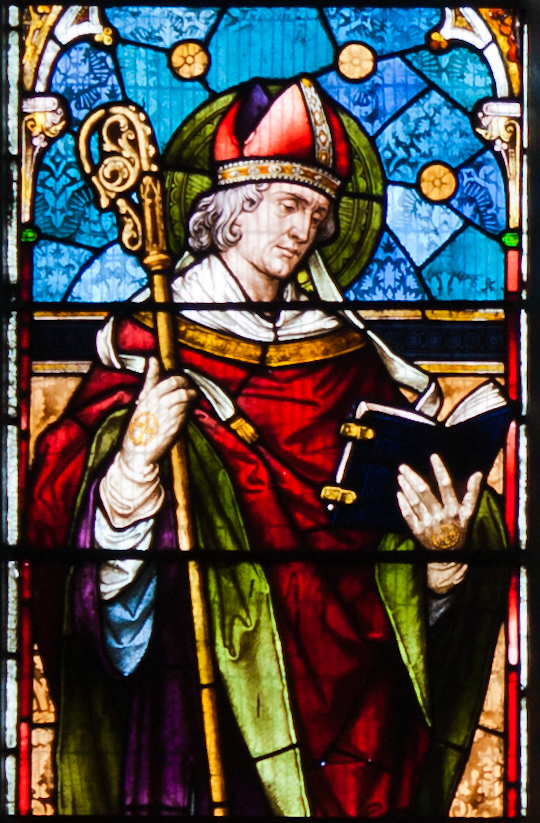
San Colmán, primer obispo de Cloyne

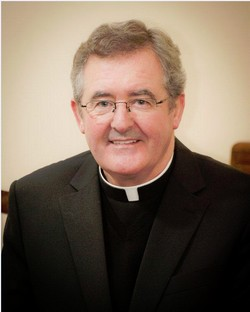
William Crean, obispo de Cloyne desde 2012

- San Colmán † (circa 580-24 de noviembre de 604 falleció)
- O'Malvain † (?-1094 falleció)
- Nehemiah O'Moriertach † (antes de 1140-1149 falleció)
- O'Dubery † (?-1159 falleció)
- O'Flanagan † (?-1167 falleció)
- Matthew † (antes de 1171-circa 1192 falleció)
- Lawrence O'Sullivan † (?-1204 falleció)
- Daniel † (antes de 1216-1222 falleció)
- Florence † (24 de agosto de 1224-?)
- Patrick, O.Cist. † (1226-27 de abril de 1235 renunció)
- David MacKelly, O.P. † (octubre de 1237-1238 nombrado arzobispo de Cashel)
- Alan O'Sullivan, O.P. † (1240-26 de octubre de 1246 nombrado obispo de Lismore)
- Daniel, O.F.M. † (12 de octubre de 1247-1264 falleció)
- Reginald † (1265-1273 falleció)
- Alan O'Lonergan, O.F.M. † (1274-1283 falleció)
- Nicholas de Effingham † (2 de septiembre de 1284-1320 falleció)
- Maurice O'Sullivan † (2 de octubre de 1321-? falleció)
- John de Cumba, O.Cist. † (10 de agosto de 1333-circa 1350 falleció)
- John Wittock † (8 de junio de 1351-circa 1356 falleció)
- John de Swafham, O.Carm. † (1 de marzo de 1363-2 de julio de 1376 nombrado obispo de Bangor)
- Richard Wye, O.Carm. † (2 de julio de 1376-1394 depuesto)
- Gerald Canton, O.E.S.A. † (16 de marzo de 1394-después de 1407 falleció)
- Adam Pay, O.E.S.A. † (26 de julio de 1413-1429 renunció)

### Obispos de Cork y Cloyne
- Sede unida a Cork (1429-1747)

### Obispos de Cloyne y Ross
- John O'Brien † (10 de enero de 1748-antes de 1769 falleció)
- Mathew McKenna † (7 de agosto de 1769-4 de junio de 1791 falleció)
- William Coppinger † (4 de junio de 1791 por sucesión-11 de agosto de 1830 falleció)
- Michael Collins † (11 de agosto de 1830 por sucesión-1832 falleció)
- Bartholomew Crotty † (22 de marzo de 1833-3 de octubre de 1846 falleció)
- David Walsh † (12 de marzo de 1847-19 de enero de 1849 falleció)
- Timothy Murphy † (3 de agosto de 1849-27 de diciembre de 1850 nombrado obispo de Cloyne)

### Obispos de Cloyne
- Timothy Murphy † (27 de diciembre de 1850-4 de diciembre de 1856 falleció)
- William Keane † (15 de mayo de 1857-15 de enero de 1874 falleció)
- John McCarthy † (1 de septiembre de 1874-9 de diciembre de 1893 falleció)
- Robert Browne † (26 de junio de 1894-23 de marzo de 1935 falleció)
- James J. Roche † (23 de marzo de 1935 por sucesión-31 de agosto de 1956 falleció)
- John Ahern † (30 de marzo de 1957-17 de febrero de 1987 retirado)
- John Magee (17 de febrero de 1987-24 de marzo de 2010 renunció)
  - Sede vacante (2010-2012)[nota 1]
- William Crean, desde el 24 de noviembre de 2012